# Weerselo
Weerselo est un village situé dans la commune néerlandaise de Dinkelland, dans la province d'Overijssel. Le 1er janvier 2011, le village comptait 2 035 habitants.
Le 1er janvier 2001, la commune de Weerselo a été rattachée à celle de Denekamp, en même temps qu'Ootmarsum. Le 1er janvier 2002, la commune nouvelle ainsi formée est appelée Dinkelland.